# وندین
وندین (به فرانسوی: Vendine) یک کامین در فرانسه است که در Canton of Caraman واقع شده‌است.

## خصوصیات
وندین ۲٫۸۷ کیلومترمربع مساحت و ۲۳۴ نفر جمعیت دارد و ۱۷۸ متر بالاتر از سطح دریا واقع شده‌است.